# Asteriacites (protista)
Asteriacites es un género de foraminífero bentónico normalmente considerado un subgénero de Orthophragmina, es decir, Orthophragmina (Asteriacites), pero aceptado como sinónimo posterior de Actinocyclina de la familia Discocyclinidae, de la superfamilia Nummulitoidea, del suborden Rotaliina y del orden Rotaliida. Su especie tipo era Asteriacites patellaris. Su rango cronoestratigráfico abarcaba desde el Thanetiense (Paleoceno superior) hasta el Priaboniense (Eoceno superior).

## Clasificación
Asteriacites incluía a las siguientes especies:
- Asteriacites aberensis †, también considerado como Orthophragmina (Asteriacites) aberensis †
- Asteriacites americana †, también considerado como Orthophragmina (Asteriacites) americana †
- Asteriacites asteriscus †, también considerado como Orthophragmina (Asteriacites) asteriscus †
- Asteriacites calita †, también considerado como Orthophragmina (Asteriacites) calita †
- Asteriacites filiformis †, también considerado como Orthophragmina (Asteriacites) filiformis †
- Asteriacites georgiana †, también considerado como Orthophragmina (Asteriacites) georgiana †
- Asteriacites gugelhupfi †, también considerado como Orthophragmina (Asteriacites) gugelhupfi †
- Asteriacites lumbricalis †, también considerado como Orthophragmina (Asteriacites) lumbricalis †
- Asteriacites mariannensis †, también considerado como Orthophragmina (Asteriacites) mariannensis †
- Asteriacites patellaris †, también considerado como Orthophragmina (Asteriacites) patellaris †
- Asteriacites pennatus †, también considerado como Orthophragmina (Asteriacites) pennatus †
- Asteriacites pentagonatus †, también considerado como Orthophragmina (Asteriacites) pentagonatus †
- Asteriacites quinquefolius †, también considerado como Orthophragmina (Asteriacites) quinquefolius †
- Asteriacites rosaceous †, también considerado como Orthophragmina (Asteriacites) rosaceous †
- Asteriacites spinosus †, también considerado como Orthophragmina (Asteriacites) spinosus †
- Asteriacites stelliforme †, también considerado como Orthophragmina (Asteriacites) stelliforme †
- Asteriacites subtaramellei †, también considerado como Orthophragmina (Asteriacites) subtaramellei †
- Asteriacites vaughani †, también considerado como Orthophragmina (Asteriacites) vaughani †